# Raïon de Rojychtche
Le raïon de Rojychtche (en ukrainien : Рожищенський район, Rojychtchenskyï raïon) ou raïon de Rojichtche (en russe : Рожищенский район, Rojimenski raïon) est une subdivision administrative de l'oblast de Volhynie, dans l'ouest de l'Ukraine. Son centre administratif est la ville de Rojychtche.

## Géographie
Le raïon s'étend sur 928 km2 dans le centre de l'oblast. Il est limité au nord par le raïon de Kovel, à l'est par le raïon de Manevytchi et le raïon de Kivertsi, au sud par le raïon de Loutsk et à l'ouest par le raïon de Lokatchi et le raïon de Touriïsk.

## Histoire
Le raïon de Rojychtche a été établi le 17 janvier 1940 par un décret du Présidium du Soviet suprême de l'URSS.

## Population

### Démographie
Recensements (*) ou estimations de la population :
| 1959*  | 1970*  | 1979*  | 2010   | 2011   | 2012   | 2013   |
| ------ | ------ | ------ | ------ | ------ | ------ | ------ |
| 40 761 | 43 585 | 44 370 | 40 587 | 40 475 | 40 251 | 39 990 |

### Subdivisions
Le raïon compte :
- une ville : Rojychtche
- une commune urbaine : Doubychtche
- 66 villages